# Il meraviglioso dottor Dolittle
Il meraviglioso dottor Dolittle (The Further Adventures of Doctor Dolittle) è una serie televisiva animata prodotta da DePatie-Freleng e Fox.

## Personaggi
- Dr. John Dolittle
- Tommy Stubbins
- Sam Scurvy
- Vari Animali